# Pterolophia orientalis
Pterolophia orientalis là một loài bọ cánh cứng trong họ Cerambycidae.